# Læk Sogn
Læk Sogn (på tysk Kirchspiel Leck) er et sogn i det nordvestlige Sydslesvig, tidligere i Kær Herred (Tønder Amt), nu kommunerne Agtrup, Læk, Spragebøl og Stadum i Nordfrislands Kreds i delstaten Slesvig-Holsten. I Læk findes Læk Danske Kirke
I Læk Sogn findes flg. stednavne:
- Agtrup (på dansk tidligere også Agdrup, på tysk Achtrup)
- Bjerg (Berg)
- Brunbjerg
- Brylle
- Bølsbøl (Büllsbül)
- Christiansborg
- Fresenhavn (Fresenhagen)
- Frederiksborg
- Frivilje (Freienwill)
- Gaarde
- Grøndal
- Holbæksvad (Holbeckwadt)
- Holm
- Høgelund (Hogelund)
- Højholm (Hyholm)
- Iversager (Iversacker)
- Kalleshave
- Kalslund
- Kokkedal (Kokkedahl)
- Kjølsmark (Karlsmark)
- Klintum
- Kronborg
- Lillehorn (Lütjenhorn)
- Lillehornsmark
- Læk by
- Nordtoft
- Nordgaard
- Nørre-Jørl
- Rønned (på dansk også Ryndel, på tysk Ründel)[1]
- Sandager (Sandacker)
- Skodborg
- Smørholm (Schmörholm)
- Snattebøl Kog (Schnatebüller Koog)
- Spragebøl (Sprakebüll)
- Stadum
- Stadumvad Kro
- Sondergaard
- Sydgaard
- Søvang (Seewang)
- Søvangager (Seewangacker)
- Teglgaard
- Tætvang (Tettwang)
- Øster- og Mellem- Snattebøl